# Renegades (album, Rage Against the Machine)
Renegades je album americké hudební skupiny Rage Against the Machine vydané 5. prosince 2000 u Epic Records.
Tato deska je rozlučková, RATM na ni nahráli coververze svých oblíbených interpretů.

## Seznam skladeb
| Pořadí | Název                       | Autor              | Délka |
| ------ | --------------------------- | ------------------ | ----- |
| 1.     | Microphone Fiend            | Eric B. & Rakim    | 5:01  |
| 2.     | Pistol Grip Pump            | Volume 10          | 3:18  |
| 3.     | Kick Out the Jams           | MC5                | 3:11  |
| 4.     | Renegades of Funk           | Afrika Bambaataa   | 4:35  |
| 5.     | Beautiful World             | Devo               | 2:35  |
| 6.     | I'm Housin'                 | EPMD               | 4:56  |
| 7.     | In My Eyes                  | Minor Threat       | 2:54  |
| 8.     | How I Could Just Kill a Man | Cypress Hill       | 4:04  |
| 9.     | The Ghost of Tom Joad       | Bruce Springsteen  | 5:38  |
| 10.    | Down on the Street          | The Stooges        | 3:39  |
| 11.    | Street Fighting Man         | The Rolling Stones | 4:42  |
| 12.    | Maggie's Farm               | Bob Dylan          | 6:54  |